# Saint-Étienne Basket
Maillots
Le Saint-Étienne métropole basket  était de 1967 à 2012 un club français de basket-ball faisant partie du club omnisports Club athlétique de Saint-Étienne et basé à Saint-Étienne.

## Historique
Le 21 novembre 1967 l'ASS Basket et le Coquelicot athlétisme fusionnent en club omnisports, donnant ainsi naissance au CASE : Club athlétique de Saint-Étienne. 
La section professionnelle change de nom en 2006 pour devenir la SASP SEB, puis la SASP Saint-Étienne Basket, alors que le CASE amateur continue ses activités.
À l'issue de la saison 2006-2007 (en Pro B), la Direction Nationale de Contrôle de Gestion refuse de ré-engager l'équipe pour un nouvel exercice en Pro B. Mais un repreneur donne les garanties nécessaires durant le mois de juillet.
Mais la SASP n'a pu tenir que 2 saisons supplémentaires puisqu’à la fin de 2008-2009, la SASP dépose le bilan. Le CASE veut maintenir ses droits sportifs en PRO B, mais la FFBB rétrograde l'équipe première de Pro B en Nationale Masculine 1.
À la reprise du championnat en septembre 2009, la quasi-totalité des clubs de N1 décident alors de boycotter les rencontres contre le CASE Saint Étienne, afin de faire pression sur la FFBB et l'obliger à réintégrer le CASE Saint Étienne en PRO B (l'équipe première conservant un effectif des plus professionnels). Le jeudi 24 septembre 2009 la fédération confirme la relégation en Nationale Masculine 1, où le club retrouvera Saint-Chamond notamment.
Après deux saisons en Nationale Masculine 1, le CASE basket gagne le droit de retrouver la Pro B à l'issue de la saison 2010-2011. Seulement 7e de la saison régulière, les stéphanois éliminent Saint-Quentin en quarts-de-finale, puis remportent le final four, disputé à Bordeaux, en battant Angers puis Brest.
Simultanément, le club annonce la fusion à compter de la saison 2011-2012 avec le club de la ville de Roche-la-Molière, l'Amicale laïque de Roche-la-Molière pour donner le Saint-Étienne métropole basket. Le club dépose le bilan en septembre 2012.
En 2013 le CASE ferme définitivement ses portes. Début Novembre 2013 une nouvelle association se crée sous le nom de Association Saint Etienne Basket pour permettre aux licenciés de jouer en championnat.

### Noms successifs
- 1967 - 2006 : Club athlétique de Saint-Étienne
- 2006 - 2009 : SASP Saint-Étienne Basket
- 2009 - 2011 : Club athlétique de Saint-Étienne Basket
- 2011 - 2012 : Saint-Étienne métropole basket

### Historique du logo

Logo jusqu'en 2006
Logo 2006-2008
Logo 2009-2011

## Palmarès
- Champion de Nationale 2 (actuellement Pro B) : 1984

## Entraîneurs successifs
- Depuis 2009 :  Yann Jolivet
- 2008-2009 :  Fabien Romeyer
- 2003-2008 :  Alain Thinet
- 2003-2003 :  Fabien Romeyer
- 2002-2003 :  Franck Le Goff
- 2000-2002 :  Pascal Thibaud
- 1999-2000 :  Ron Stewart
- 1997-1999 :  Michel Perrin

--
- 1988-1990 : Djordje Andrijasevic
- 1987-1988 :  Duane Grooms
- 1987-1987 :  André Vatin
- 1987-1987 :  Didier Dobbels
- 1986-1987 :  Jean-François Dubreuil
- 1984-1986 :  Dewitt Menyard

## Joueurs célèbres ou marquants
- Bobby Dixon
- Kevin Houston
- Justin Ingram
- Didier Dobbels
- Philippe Hervé
- Jean-Luc Deganis
- Alexis Ajinca
- Roger Veyron

## Bilan saison par saison
| Saison  | Div   | Class | Pts | J  | V  | D  | +    | -    | Diff. |
| 2001/02 | PRO B | 13e   | 42  | 30 | 12 | 18 |      |      |       |
| 2002/03 | PRO B | 10e   | 42  | 30 | 12 | 18 |      |      |       |
| 2003/04 | PRO B | 7e    | 44  | 30 | 16 | 12 |      |      |       |
| 2004/05 | PRO B | 4e    | 52  | 32 | 20 | 12 | 2600 | 2503 | + 97  |
| 2005/06 | PRO B | 7e    | 53  | 34 | 19 | 15 | 2628 | 2518 | + 110 |
| 2006/07 | PRO B | 9e    | 52  | 34 | 24 | 10 | 2517 | 2527 | - 10  |
| 2007/08 | PRO B | 5e    | 54  | 34 | 20 | 14 | 2606 | 2559 | + 47  |
| 2008/09 | PRO B | 8e    | 53  | 34 | 19 | 15 | 2691 | 2678 | + 13  |
| 2009/10 | N1    | 12e   | 51  | 34 | 17 | 17 | 2669 | 2569 | + 100 |
| 2010/11 | N1    | 7e    | 53  | 34 | 19 | 15 | 2577 | 2521 | + 56  |
| 2011/12 | N1    | 6e    | 57  | 34 | 23 | 11 | 2669 | 2448 | + 221 |

Div = Division; Class. = Classement; Pts = Points; J = Matchs joués; V = Matchs gagnés; D = Matchs perdus; + = Points marqués; - = Points encaissés; Diff. = Différence

## Effectifs

### 2010-2011
Entraineur : Yann Jolivet
Assistant :  Olivier Perrot
| Numéro | Nom                     | Née en | Taille  | Nationalité | Poste     |
| 4      | Benjamin Thomas         | 1982   | 1,80 m  |             | Meneur    |
| 5      | Rida El Amrani          | 1986   | 1,87 m  |             | Arrière   |
| 7      | Roderick Pegon          | 1977   | 1,98m   |             | Ailier    |
| 8      | Xavier Gaillou          | 1989   | 1,92 m  |             | Meneur    |
| 9      | Scotty Genete           | 1993   | 1,88 m  |             | Arrière   |
| 10     | Pierre Chaverondier     | 1991   | 1,93m   |             | Ailier    |
| 12     | Sébastien Hermenier     | 1982   | 2,00 m  |             | Intérieur |
| 13     | Djordje Petrovic        | 1984   | 2,04 m  |             | Intérieur |
| 14     | Lavar Simmons           | 1983   | 2,02 m  |             | Pivot     |
| 15     | Jean-Philippe Tailleman | 1978   | 1,.98 m |             | Ailier    |

### 2008-2009
Entraineur : Fabien Romeyer
Assistant :  Mike Gonsalves
| Numéro | Nom                  | Née en | Taille | Nationalité | Poste |
| 5      | Gary Staelens        | 1984   | 1,91 m |             | 2 - 1 |
| 6      | Nathan Carter        | 1983   | 1,99m  |             | 5     |
| 7      | George Phillips      | 1977   | 2,00 m |             | 4     |
| 8      | Guillaume Pons       | 1979   | 1,98 m |             | 2 - 3 |
| 9      | Elio Sadiku          | 1991   | 1,86m  |             | 1     |
| 10     | Desmond Quincy-Jones | 1986   | 1,98 m |             | 4 - 3 |
| 11     | Régis Aubry          | 1982   | 1,99 m |             | 3     |
| 12     | Terry Williams       | 1983   | 1,90m  |             | 1     |
| 13     | Josiah James         | 1981   | 2,03m  |             | 5 - 4 |
| 14     | Ted Lissossi         | 1990   | 1,90 m |             | 2 - 3 |
| 15     | Eric Joldersma       | 1979   | 1,98 m |             | 2 - 3 |